# ARFU Asian Rugby Championship 1980
L'Asian Rugby Championship 1980 (in inglese 1980 ARFU Asian Rugby Championship) fu il 7º campionato asiatico di rugby a 15 organizzato dall'ARFU, organismo continentale di governo della disciplina.
Si tenne tra l'8 e il 16 novembre 1980 a Taipei, capitale di Taiwan.
Per la prima volta nel torneo la nazionale della Repubblica di Cina non si presentò con il nome di Taiwan perché, a seguito di una soluzione di compromesso elaborata un anno prima dal Comitato Olimpico Internazionale per far coesistere le due Cine, a quella dell'isola di Formosa fu imposta la denominazione di Taipei Cinese.
Dal punto di vista statistico, tale edizione del campionato asiatico fu l'ultima della serie di sette vittorie consecutive giapponesi, che fin dall'istituzione del torneo avevano monopolizzato il torneo; nel decennio a venire i rapporti di forza con la Corea del Sud si sarebbero riequilibrati, tanto che i nipponici avrebbero primeggiato una sola volta negli anni ottanta.
La formula fu quella classica di due gironi con classifica separata e finale per il primo posto tra le squadre vincitrici; come da prassi la finale per il terzo posto tra le due seconde qualificate, la novità fu la reintroduzione della finale per il quinto posto tra le penultime di ogni girone.
Quasi da pronostico l'esito dei gironi, con la Corea del Sud che primeggiò nel proprio benché con il lieve inciampo sulla Thailandia capace di imporle il pareggio 12-12, e il Giappone vincitore a punteggio pieno nel raggruppamento opposto.
La finale allo Stadio municipale di Taipei vide l'ennesima riproposizione dell'incontro tra le due rivali storiche, e a prevalere fu di nuovo il Giappone per 21-12; nella finale per il terzo posto Hong Kong ebbe la meglio 26-0 sui padroni di casa di Taipei cinese.
Il giorno prima Malaysia aveva sconfitto 19-13 la Thailandia per la finale del quinto posto.

## Squadre partecipanti
| Girone A      | Girone B  |
| ------------- | --------- |
| Corea del Sud | Giappone  |
| Singapore     | Hong Kong |
| Taipei cinese | Malaysia  |
| Thailandia    | Sri Lanka |

## Fase a gironi

### Girone A
| Data             | Incontro                      | Risultato | Sede   |
| ---------------- | ----------------------------- | --------- | ------ |
| 8 novembre 1980  | Corea del Sud — Thailandia    | 12-12     | Taipei |
| 8 novembre 1980  | Taipei cinese — Singapore     | 47-6      | Taipei |
| 10 novembre 1980 | Singapore — Thailandia        | 7-30      | Taipei |
| 10 novembre 1980 | Taipei cinese — Corea del Sud | 9-20      | Taipei |
| 12 novembre 1980 | Corea del Sud — Singapore     | 28-12     | Taipei |
| 12 novembre 1980 | Taipei cinese — Thailandia    | 26-19     | Taipei |

#### Classifica
|    | Squadra       | G | V | N | P | P+ | P-  | P±  | PT |
| -- | ------------- | - | - | - | - | -- | --- | --- | -- |
| A1 | Corea del Sud | 3 | 2 | 1 | 0 | 60 | 33  | +27 | 5  |
| A2 | Taipei cinese | 3 | 2 | 0 | 1 | 82 | 45  | +37 | 4  |
| A3 | Thailandia    | 3 | 1 | 1 | 1 | 61 | 45  | +16 | 3  |
|    | Singapore     | 3 | 0 | 0 | 3 | 25 | 105 | -80 | 0  |

### Girone B
| Data             | Incontro                | Risultato | Sede   |
| ---------------- | ----------------------- | --------- | ------ |
| 9 novembre 1980  | Malaysia — Giappone XV  | 3-91      | Taipei |
| 9 novembre 1980  | Hong Kong — Sri Lanka   | 47-0      | Taipei |
| 11 novembre 1980 | Hong Kong — Malaysia    | 91-6      | Taipei |
| 11 novembre 1980 | Sri Lanka — Giappone XV | 0-108     | Taipei |
| 13 novembre 1980 | Giappone XV — Hong Kong | 45-6      | Taipei |
| 13 novembre 1980 | Malaysia — Sri Lanka    | 9-4       | Taipei |

#### Classifica
|    | Squadra   | G | V | N | P | P+  | P-  | P±   | PT |
| -- | --------- | - | - | - | - | --- | --- | ---- | -- |
| B1 | Giappone  | 3 | 3 | 0 | 0 | 244 | 9   | +235 | 6  |
| B2 | Hong Kong | 3 | 2 | 0 | 1 | 144 | 51  | +93  | 4  |
| B3 | Malaysia  | 3 | 1 | 0 | 2 | 18  | 186 | -168 | 2  |
|    | Sri Lanka | 3 | 0 | 0 | 3 | 4   | 164 | -160 | 0  |

## Finali

### Finale per il 5º posto
| Taipei 16 novembre 1980 | Malaysia | 19 – 13 referto | Thailandia | Stadio municipale |

### Finale per il 3º posto
| Taipei 16 novembre 1980                                                                                  | Taipei cinese | 0 – 26 referto                                     | Hong Kong | Stadio municipale |
| mt 32’ Clesham 40’ Duffus 76’ Wolfe 79’ Gratton-Brunt tr 40’, 79’ Wolfe c.p. 37’ Gratton-Brunt 51’ Wolfe |               |                                                    |           |                   |
| |               |                                                    |           |                   |
| | mt            | 32’ Clesham 40’ Duffus 76’ Wolfe 79’ Gratton-Brunt |           |                   |
| | tr            | 40’, 79’ Wolfe                                     |           |                   |
| | c.p.          | 37’ Gratton-Brunt 51’ Wolfe                        |           |                   |

### Finale
| Taipei 16 novembre 1980, ore 15 UTC+8                                                                        | Giappone | 21 – 12 referto                  | Corea del Sud | Stadio municipale (8000 spett.) |
| Ueyama 20’ Kawachi 30’ Tsuij 32’ Ujino 61’ mt Ueyama 30’ tr Ueyama 36’ c.p. 38’, 46’, 67’, 80’ Myong Ro-kwon |          |                                  |               |                                 |
| |          |                                  |               |                                 |
| Ueyama 20’ Kawachi 30’ Tsuij 32’ Ujino 61’                                                                   | mt       |                                  |               |                                 |
| Ueyama 30’                                                                                                   | tr       |                                  |               |                                 |
| Ueyama 36’                                                                                                   | c.p.     | 38’, 46’, 67’, 80’ Myong Ro-kwon |               |                                 |